# Pin Ups
Pin Ups é o sétimo álbum do músico David Bowie, contendo covers de canções, lançado em 1973 pela RCA Records. Foi seu último álbum de estúdio com o grupo de "The Spiders from Mars", sua banda de apoio durante a fase Ziggy Stardust; Mick Woodmansey foi substituído na bateria por Aynsley Dunbar.
Pin Ups entrou para os charts britânicos em novembro de 1973 (coincidentemente no mesmo dia que These Foolish Things, álbum de covers de Bryan Ferry) e lá ficou por vinte e uma semanas, chegando ao n° 1. Voltou ao chart em 30 de abril de 1983, dessa vez por quinze semanas, chegando ao n° 57. Em julho de 1990, voltou novamemte por uma semana, no número 52.
Uma versão de "White Light/White Heart", do The Velvet Underground, foi gravada durante as sessões, porém nunca lançada. Bowie doou a faixa de apoio a Mick Ronson para seu álbum Play Don't Worry, de 1975.

## Conceito do álbum
De acordo com o coprodutor Ken Scott, o disco foi originalmente concebido como "completamente oposto aos outros álbuns de Bowie", sendo composto por covers e por uma composição original, e principalmente voltado ao mercado americano, já que "ele queria que músicas que não eram tão conhecidas nos EUA fossem tão bem reconhecidas como na Inglaterra", mas, eventualmente, esse plano foi abandonado. Pin Ups foi a primeira de duas "nostalgias dos anos 1960" que Bowie planejara lançar. A segunda, que seria chamada "Bowie-ing Out", conteria os covers das canções americanas favoritas de Bowie, mas nunca foi gravada. Aparentemente, algumas das canções que Bowie pensou em gravar foram lançadas mais tarde em seus álbuns Heathen (2002) e Reality (2003).

No livreto do álbum, o próprio Bowie descreve Pin Ups:
"Estas canções estão entre as minhas favoritas do período de 64-67 de Londres. A maior parte das bandas estava tocando no clube do circuito da cena Ricky-Tick ('Marquesinha, a ilha da torta de enguia la-la'). Alguns ainda estão conosco. Pretty Things, Them, Yardbirds, o Pink Floyd do Syd, Mojos, Who, Easybeats, Merseys, The Kinks. Eu os amo!"

## Capa
A mulher com Bowie na capa é Twiggy, supermodelo dos anos 1960, numa foto tirada pelo seu então manager Justin de Villeneuve. Foi tirada em Paris, para a revista Vogue, mas, a pedido de Bowie. foi usada no álbum.

## Faixas
| Lado A |                                                              |                                                                       |         |  |
| N.º    | Título                                                       | Compositor(es)                                                        | Duração |  |
| 1.     | "Rosalyn" (originalmente gravado por The Pretty Things)      | Jimmy Duncan, Bill Farley                                             | 2:27    |  |
| 2.     | "Here Comes the Night" (gravado por Them)                    | Bert Berns                                                            | 3:09    |  |
| 3.     | "I Wish You Would" (gravado por The Yardbirds)               | Billy Boy Arnold                                                      | 2:40    |  |
| 4.     | "See Emily Play" (originalmente gravado por Pink Floyd)      | Syd Barrett                                                           | 4:03    |  |
| 5.     | "Everything's Alright" (originalmente gravado por The Mojos) | Nicky Crouch, John Konrad, Simon Stavely, Stuart James, Keith Karlson | 2:26    |  |
| 6.     | "I Can't Explain" (originalmente gravado por The Who)        | Pete Townshend                                                        | 2:07    |  |

| Lado B |                                                                            |                                                 |         |  |
| N.º    | Título                                                                     | Compositor(es)                                  | Duração |  |
| 7.     | "Friday on My Mind" (originalmente gravado por The Easybeats)              | George Young, Harry Vanda                       | 3:18    |  |
| 8.     | "Sorrow" (gravado por The Merseys)                                         | Bob Feldman, Jerry Goldstein, Richard Gottehrer | 2:48    |  |
| 9.     | "Don't Bring Me Down" (originalmente gravado por The Pretty Things)        | Johnnie Dee                                     | 2:01    |  |
| 10.    | "Shapes of Things" (originalmente gravado por The Yardbirds)               | Paul Samwell-Smith, Jim McCarty, Keith Relf     | 2:47    |  |
| 11.    | "Anyway, Anyhow, Anywhere" (originalmente gravado por The Who)             | Roger Daltrey, Pete Townshend                   | 3:04    |  |
| 12.    | "Where Have All the Good Times Gone" (originalmente gravado por The Kinks) | Ray Davies                                      | 2:35    |  |

| Faixas Bônus (1990 Rykodisc/EMI) |                                                                |                           |         |  |
| N.º                              | Título                                                         | Compositor(es)            | Duração |  |
| 1.                               | "Growin' Up" (inédita; para a primeira sessão de Diamond Dogs) | Bruce Springsteen         | 3:26    |  |
| 2.                               | "Port of Amsterdam" (B-side do single "Sorrow", 1973)          | Jacques Brel, Mort Shuman | 3:19    |  |